# MediaFire
MediaFire – strona internetowa świadcząca usługi darmowego przechowywania plików w przestrzeni dyskowej o wielkości 10 GB w chmurze. Serwis jest dostępny także na urządzeniach mobilnych. Serwis był notowany w rankingu Alexa na miejscu 165 (maj 2020).
Istnieje także możliwość płatnego powiększenia przestrzeni dyskowej: do 1 TB (usługa Pro) lub do nawet 100 TB (usługa Business). Owe usługi muszą być opłacane co miesiąc lub co rok.
MediaFire udostępnia także możliwość korzystania z API dla deweloperów. W 2008 roku „PC Magazine” uznał MediaFire za „Top Website of 2008”, a w 2012 roku za „Top 100 Undiscovered websites”.